# Строгановский дворец
Стро́гановский дворе́ц — дворец Строгановых, построенный по проекту архитектора Бартоломео Франческо Растрелли в 1753—1754 годах, один из образцов уникального растреллиевского «барочно-рокайльного стиля». Ныне — филиал Государственного Русского музея, которому здание принадлежит с 1988 года.

## История строительства здания

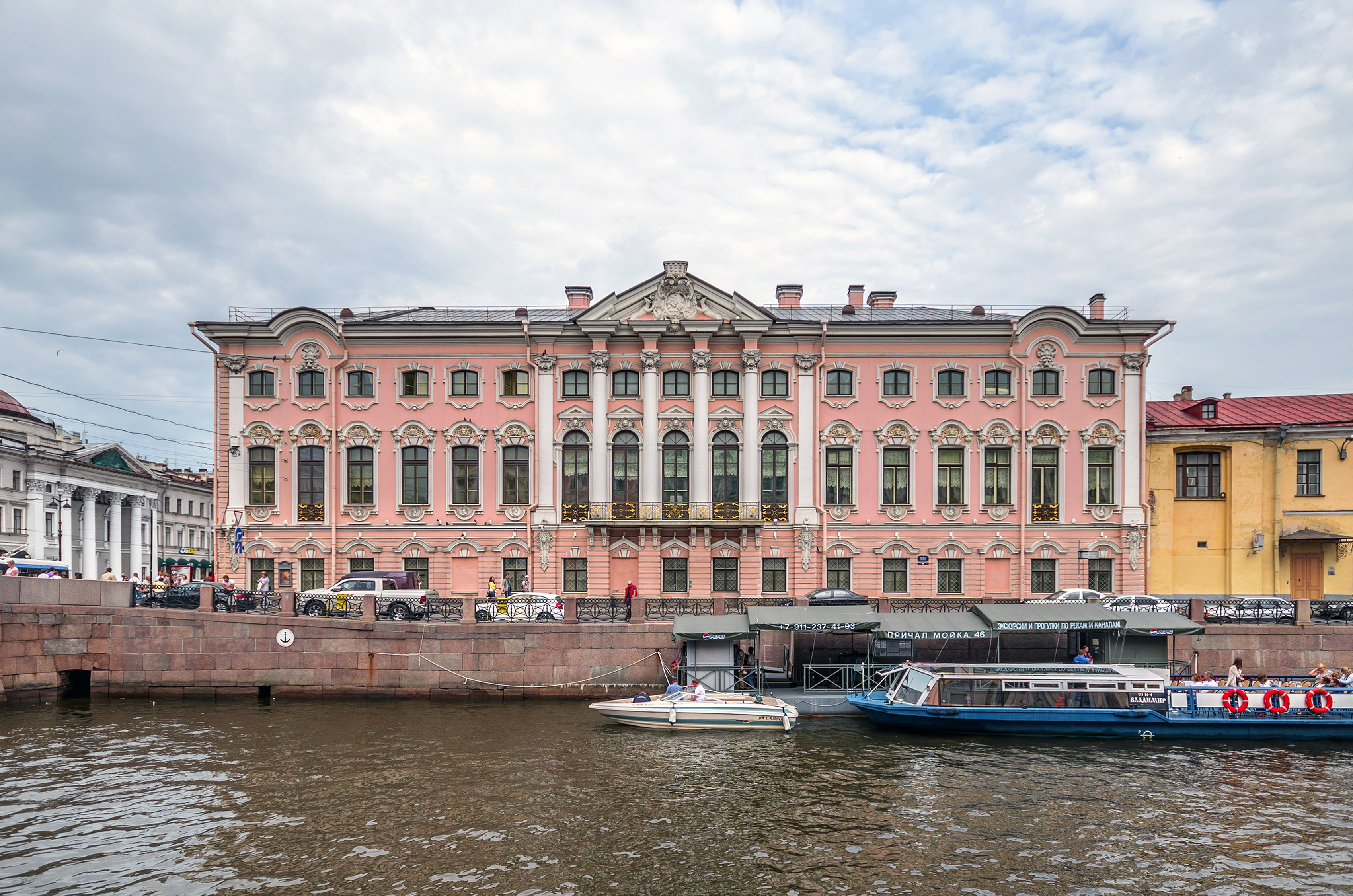
Строгановский дворец, вид с набережной реки Мойки

В создании дворца помимо Ф. Б. Растрелли участвовали М. Г. Земцов (предположительно), Ф. И. Демерцов, А. Н. Воронихин, И. Ф. Колодин, К. Росси, И. Шарлемань, П. С. Садовников.

### Шедевр Растрелли

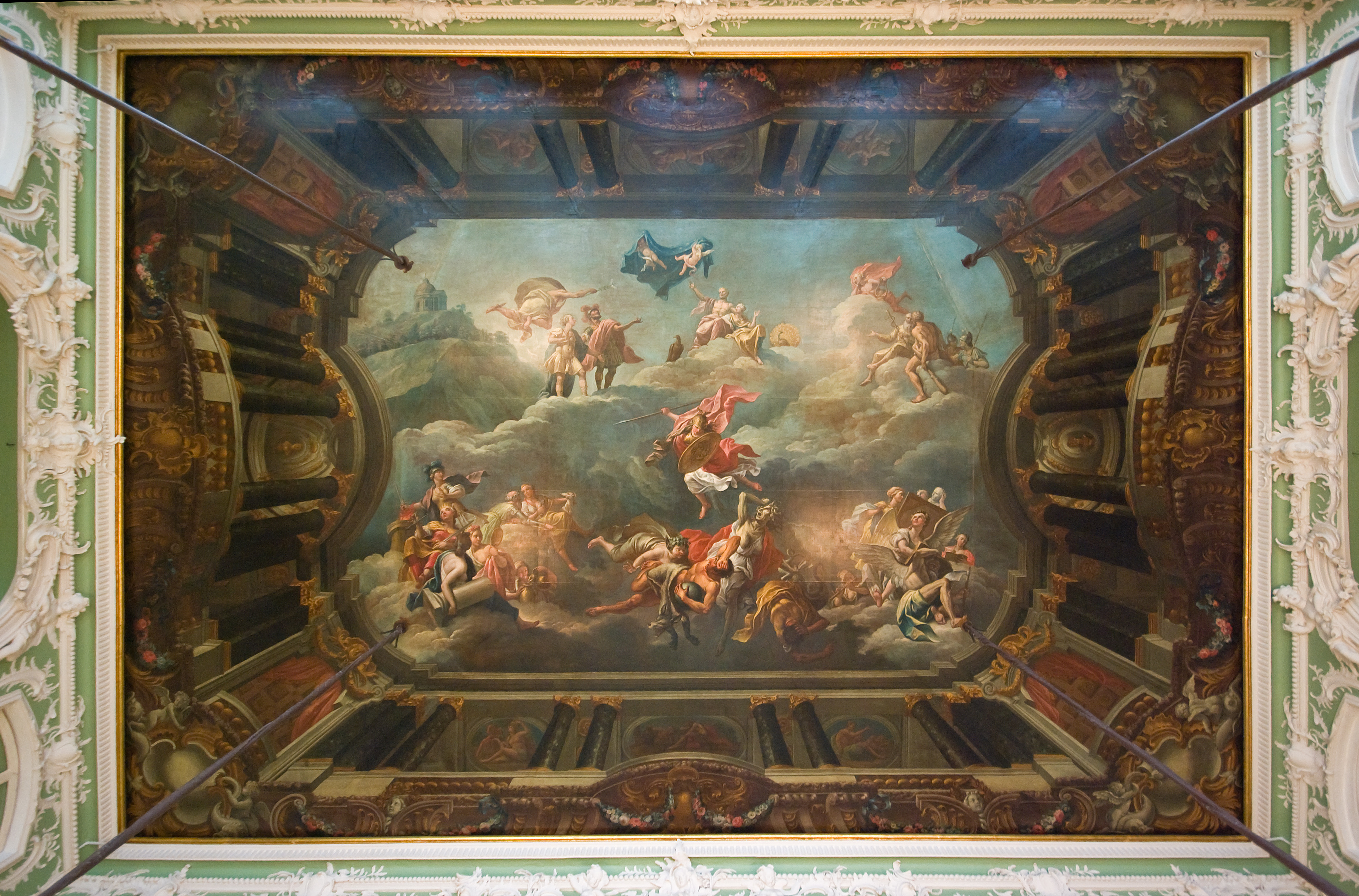
Плафон Джузеппе Валериани

Архитектор Растрелли, надзирая за строительством Зимнего дворца для императрицы Елизаветы Петровны, жил в доме, приобретённом бароном С. Г. Строгановым в 1742 году на углу набережной р. Мойки и Невского проспекта. Первые соображения о времени строительства нового дома архитектором Растрелли были высказаны Н. М. Колмаковым, который принял дату 1752 как начало строительства, а 1754 — как окончание. В последующие годы этот вопрос оставался вне поля специального внимания исследования, пока в 1991 году Ю. В. Трубинов не высказал предположение о шестинедельном стремительном строительстве. В дальнейшем это оказалось ошибкой, и в настоящее время периодом строительства Строгановского дворца принято считать 1753—1754 годы. Кроме того, следует учитывать, что Растрелли работал не на пустом месте, а широко использовал те конструкции, что достались ему от более раннего периода истории здания. Автором прежнего, двухэтажного, дома Ю. М. Денисов называл М. Г. Земцова. Есть также основания думать, что в конструкцию дома Растрелли попал и одноэтажный дом Строгановых, стоявший чуть южнее на набережной реки Мойки. Однако окончательно проблема не решена.
Дворец постройки Растрелли состоит из двух корпусов с внутренним двором, фасады, как писал сам архитектор, «украшены прекраснейшей архитектурой в итальянской манере». Фасады вначале были окрашены «песочною краскою с прожелтью», как и стены расположенного напротив, через пустырь, Зимнего дворца (Дворцовой площади ещё не было), затем были перекрашены в розовый с белым. Отдельные детали (решётки балконов) вызолочены. Четыре статуи, изображавшие «Четыре части света», и скульптуры фронтона главного фасада не сохранились. Бытует предположение, что в рельефных медальонах фасада изображён профиль А. С. Строганова.
Композиция обоих фасадов дворца следует классицистической трёхчастной схеме, однако главный фасад по Невскому проспекту с проездной аркой во внутренний двор выглядит более барочным из-за мощных раскреповок, трёх овальных окон, группирования колонн и разорванного лучкового фронтона, в тимпане которого помещён герб рода Строгановых.
Парадная лестница, Большой зал, зеркальная галерея — всего пятьдесят парадных комнат были пышно оформлены в «растреллиевском стиле». Лепной рокайльный декор, маскароны наличников окон и росписи выполняли итальянские мастера. Исследователи отмечают, что в этой постройке, как и в других, Растрелли пользовался своим излюбленным композитным методом, соединяя разнородные элементы в новых, необычных сочетаниях. В качестве примеров называют классические парижские отели (городские особняки): Отель Ламбер (1642—1644; архитектор Луи Лево), Отель Лозен (1657; Л. Лево), Отель Лебрен (1700; Жермен Бофран), Отель Кроза (1724; Пьер Булле). Однако сам Растрелли подчёркивал, что он работает «в итальянской манере». Поэтому «можно заключить, что архитектор в типе городского дворянского особняка соединил черты классицистического итальянского палаццо и французского отеля».
Историк петербургской архитектуры В. Я. Курбатов, имея ввиду лишь фасады Строгановского дворца, в 1913 году упомянул в качестве возможного прототипа дворец Траутзон в Вене, построенный И. Б. Фишером фон Эрлахом Старшим в 1710—1712 годах.
Существенно также, что в первом проектном варианте внутренний двор Строгановского дворца имел полуциркульное очертание, в чём можно усмотреть косвенное влияние итальянского барокко, привнесённого в растреллиевский стиль через немецко-австрийскую школу Фишера фон Эрлаха (похожий полукруглый двор имеется во дворце Траутзон и в Отеле Бове в Париже работы Антуана Лепотра.
Из интерьеров Растрелли в Строгановском доме сохранились: Большой зал (частично изменённый Воронихиным) и Парадный вестибюль.

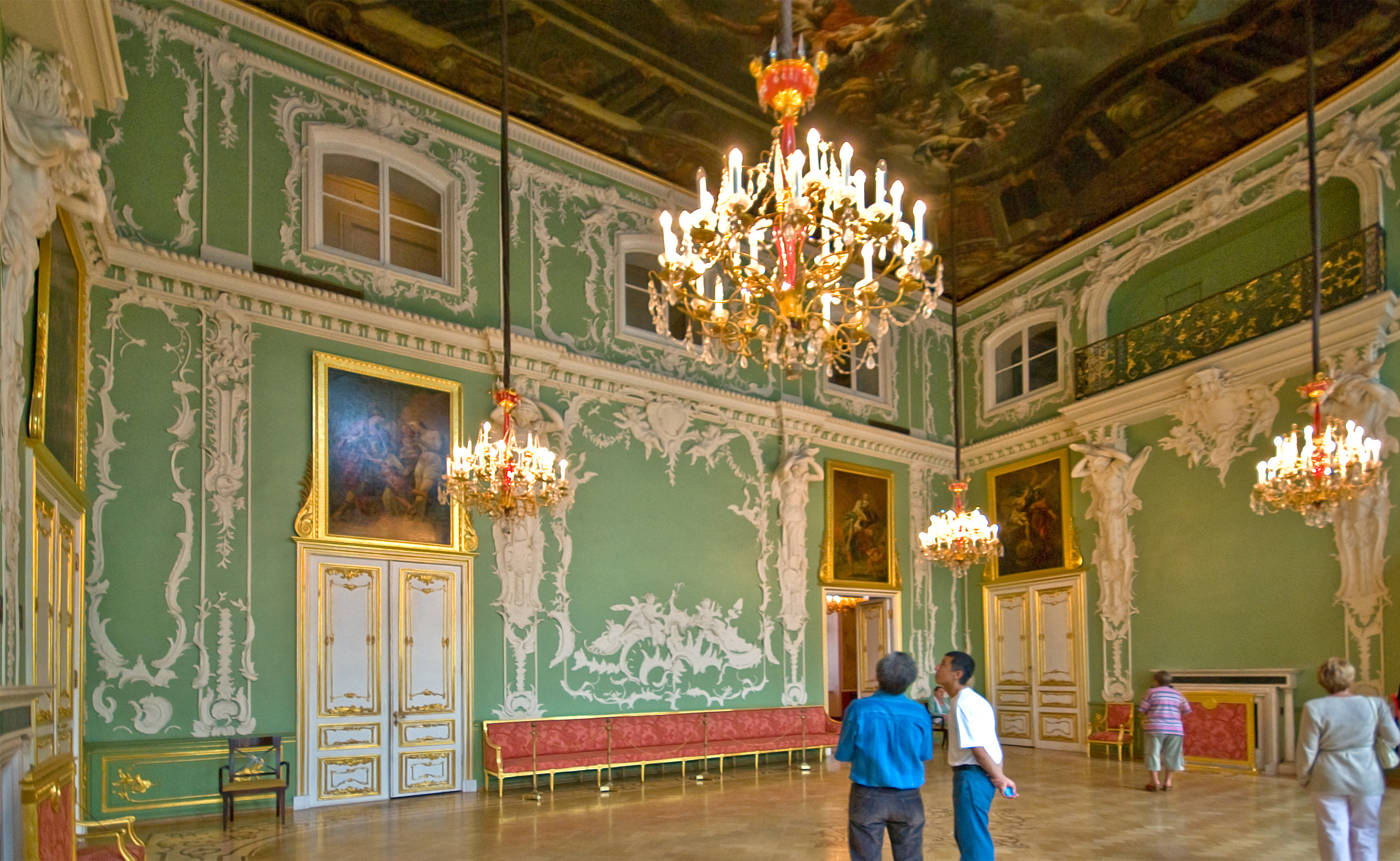
Большой зал

### Дом Воронихина
С 1756 года дворцом владел сын барона Александр Сергеевич Строганов. В 1787 году он предпринял значительные перестройки. В начале XIX века в западной части дома (вероятно, А. Н. Воронихиным) были заново отделаны Малая и Большие гостиные. Достаточно хорошо сохранился Кабинет (музей) графа А. С. Строганова. Из ныне существующих залов: так называемый зал Юбера Робера, Минеральный кабинет, Картинная галерея — наиболее знаменитая часть, Библиотека и Физический кабинет. Традиционно автором большей части интерьеров считался А. Н. Воронихин, пока в конце 1980-х Н. В. Глинка не защитила диссертацию о творчестве Ф. И. Демерцова. В ней, а также в ряде сопутствующих статей и книге 2002 года было высказано предположение о том, что Ф. И. Демерцов был автором Картинного и Физического кабинета, а также двух Столовых (за Картинным кабинетом и в северо-западном углу здания). Последний зал Н. В. Глинка считала совместным произведением Воронихина и Демерцова. Эту точку зрения разделяли В. К. Шуйский и Ю. В. Трубинов , но оспаривал С. О. Кузнецов.
А. Н. Воронихин создал великолепный вестибюль, лестницу с мощными «пестумскими» колоннами дорического ордера, Минеральный кабинет (воссоздан в 2003 году) с куполом и верхней обходной галереей. В Минеральном кабинете граф разместил свою минералогическую коллекцию и библиотеку по геологии и горному делу.
Большой танцевальный зал, оформленный Растрелли, с плафоном работы итальянского живописца Джузеппе Валериани (1753), Воронихин деликатно изменил, создав уникальный сплав растреллиевского барочно-рокайльного стиля и александровского классицизма. «Архитекторы последовательно реализовывали единую и постоянно обновлявшуюся программу, авторами которой были заказчики — Александр и Павел Строгановы».

### Физический кабинет
А. Н. Воронихин занимался переделкой интерьеров Строгановского дворца после возвращения из поездки за границу вместе с сыном графа Павлом Александровичем в 1786—1790 годах. На месте Буфетной Воронихин создал Физический кабинет (алхимическую лабораторию) в «египетском стиле». Кабинет служил хозяину «масонским храмом». Граф Строганов был известным масоном, членом знаменитой ложи «Les Neuf Sœurs», занимал высокие должности в масонских ложах в Пруссии и Франции. Участвовал в создании масонской организации, получившей название Великий восток Франции. На знаменитом портрете А. С. Строганова работы А. Г. Варнека (1814) из собрания Государственного Русского музея граф изображён в своём египетском кабинете у окна с видом на Казанский собор (фантазия художника не соответствует действительной планировке дворца). Позади — бюст Зевса Отриколийского с латинской надписью: «Art Aegiptiaca Petropoli Renata» (Искусство Египетское, в Петрополе возобновлённое). Надпись в действительности, по одной из версий, находилась над входом в Египетский кабинет.

### В период историзма

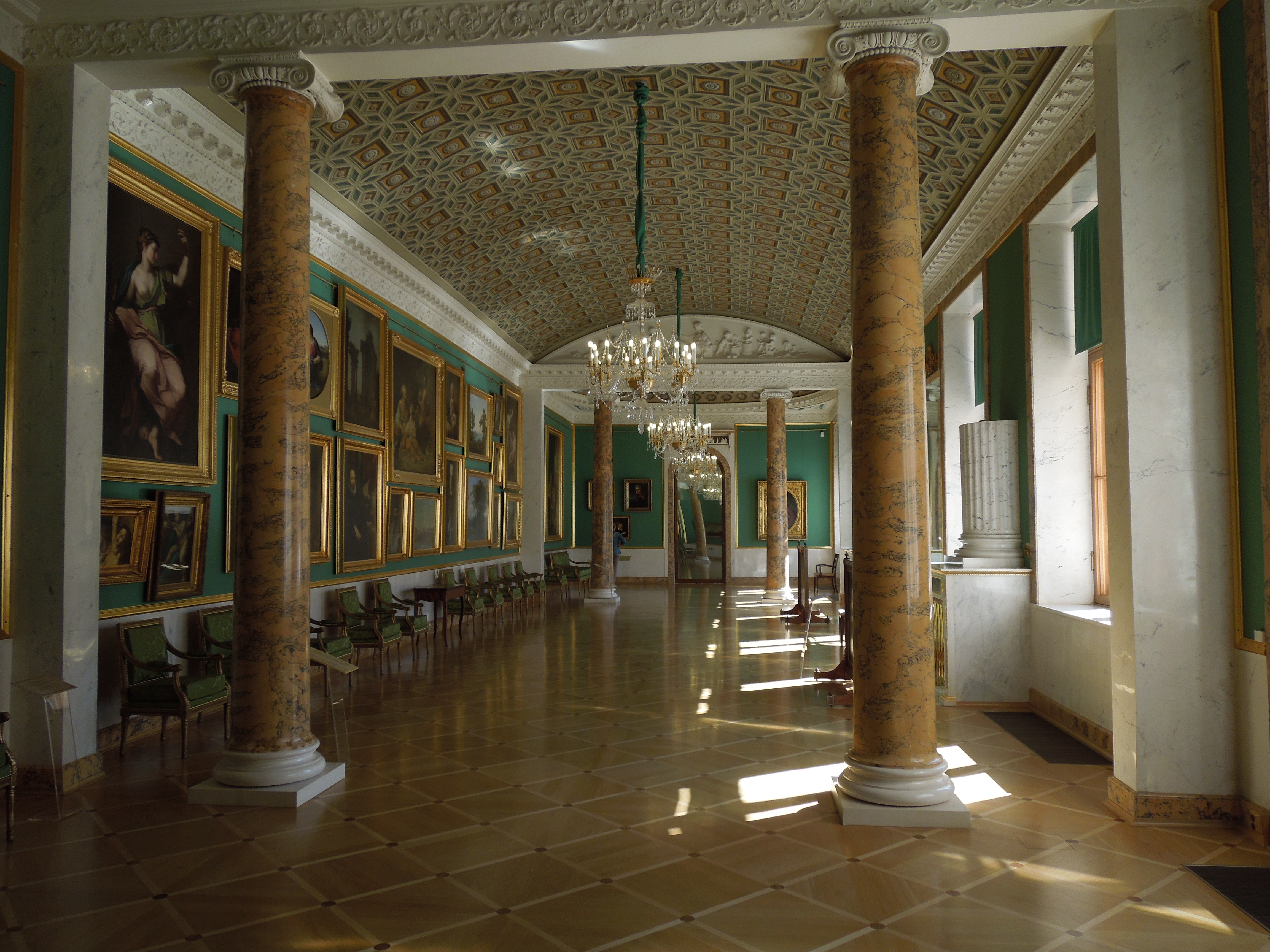
Строгановский дворец. Картинная галерея

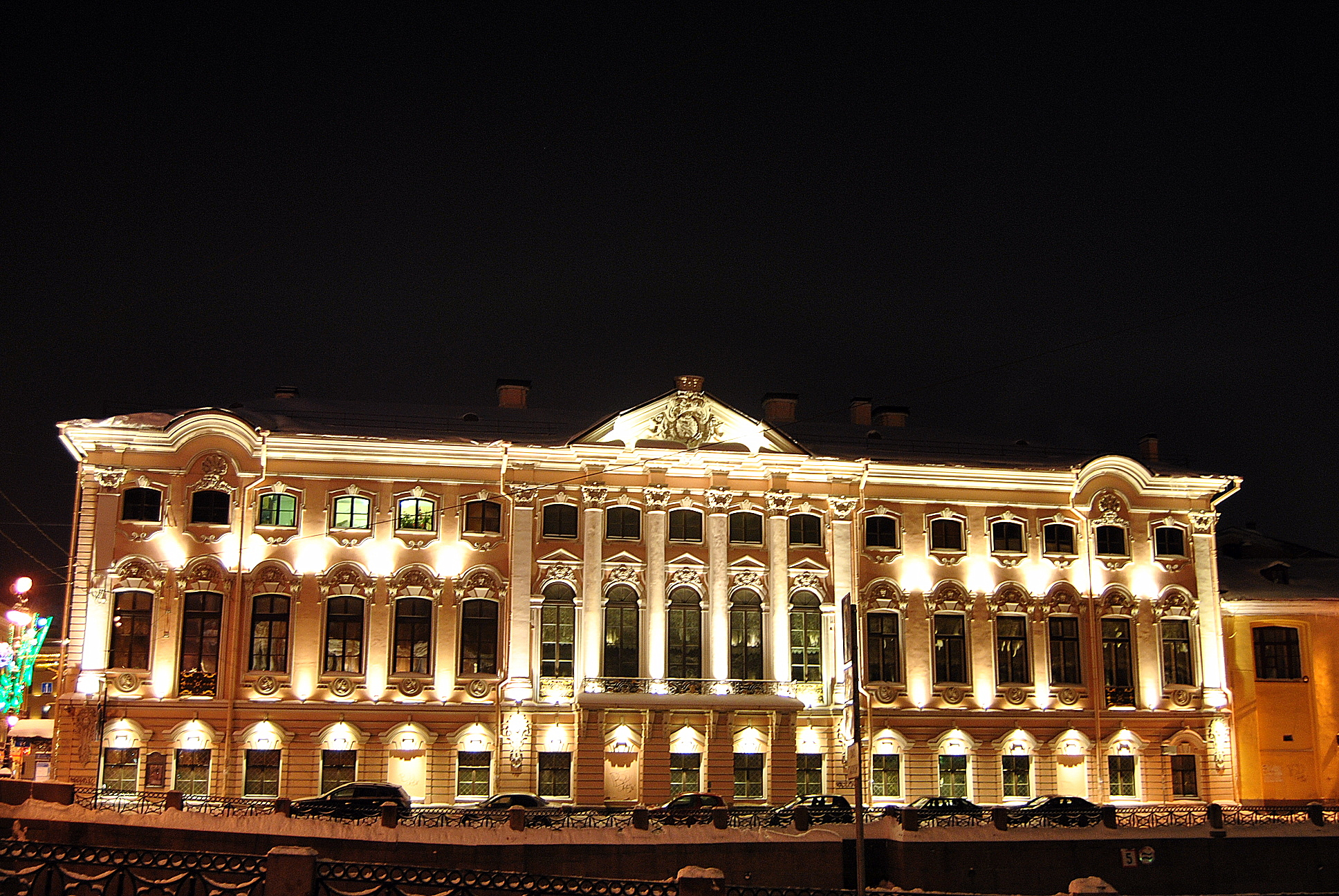
Строгановский дворец. Вид с Мойки ночью

Господствующее представление о Строгановском дворце как о здании, созданном исключительно Растрелли и Воронихиным, неверно. В первом разделе отмечалось участие М. Г. Земцова в сложении его окончательного облика. Кроме того, в 1818 году некоторые интерьеры здания в южном и западном корпусах были перестроены архитектором И. Ф. Колодиным. В 1820 году К. Росси создал проект апартаментов князя В. С. Голицына и его супруги А. П. Голицыной, урождённой графини Строгановой. Сохранился незначительный фрагмент, большую часть в настоящее время занимает так называемый Зал с дубовым камином, связанный, вероятно, с периодом графа С. А. Строганова. В 1842 году П. С. Садовников закончил формирование южного корпуса здания. Начало ему было положено одноэтажной галереей Растрелли, которая соединяла покои барона С. Г. Строганова с кухней. В начале XIX века Воронихин сделал двухэтажную пристройку к западному корпусу, в которой разместился кабинет графини С. В. Строгановой. Между 1811 и 1814 годами он увеличил здание ещё на одну ось, и с тех пор кабинетов было уже два — Большой и Малый. В 1842 году П. С. Садовников придал южному корпусу ныне существующий вид. Примером интерьерного творчества этого зодчего может служить лишь так называемая Парадная спальня в южном корпусе (реставрирована, но недоступна для обозрения). Авторство множества работ не установлено. В северной части здания существуют Большой и Малый кабинеты графа С. Г. Строганова и примыкающая к первому из них так называемая Арабесковая галерея. Все они созданы в середине XIX века, как и известная ныне отделка Большой гостиной в западном корпусе.

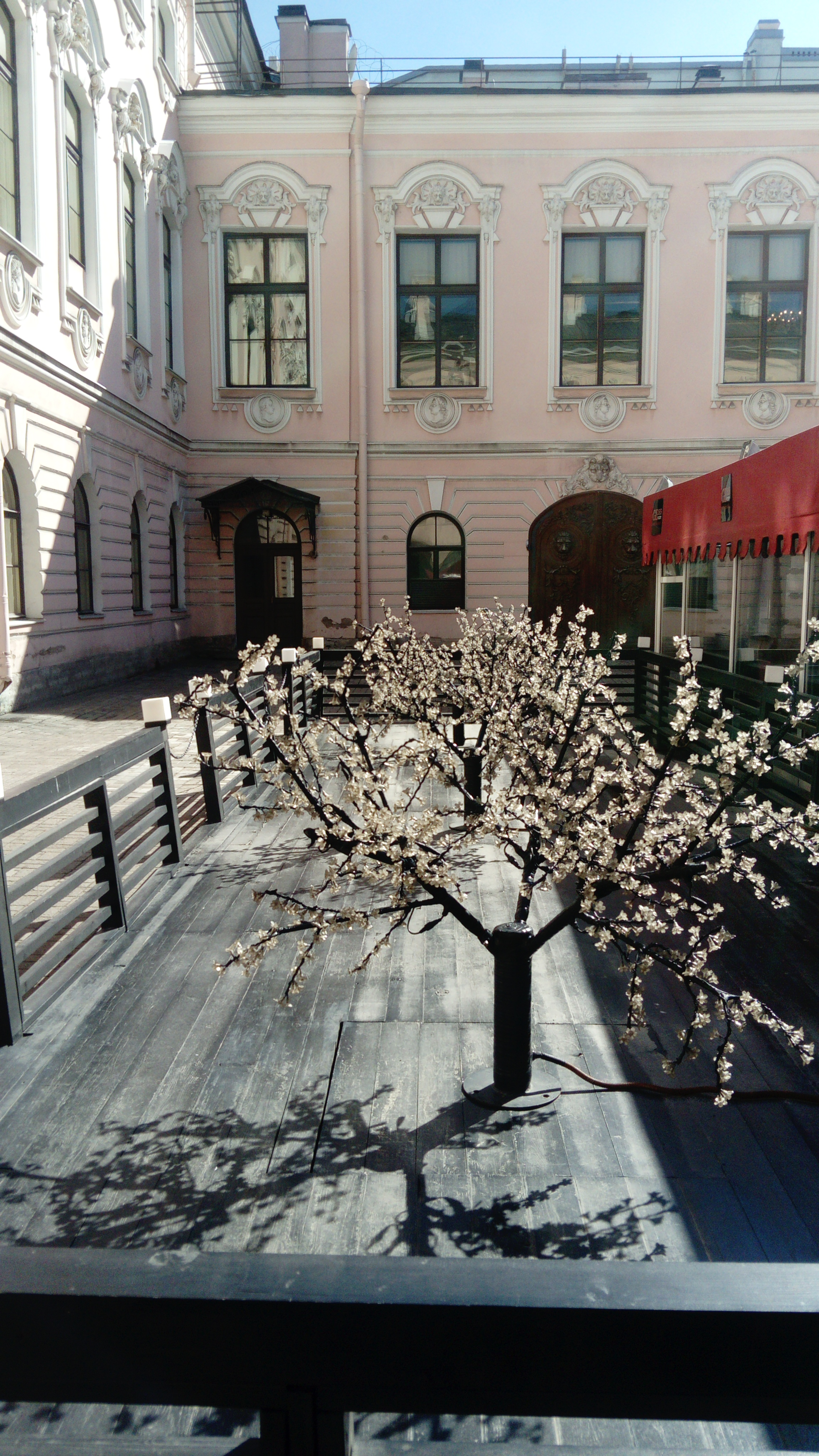
Внутренний двор Строгановского дворца

### Сад Строгановского дома
Строгановский дворец в плане образует каре, в центре которого расположен патио (внутренний двор). Возможно, на территории патио уже в 1793 году существовал сад, который был разбит А. Н. Воронихиным. На планах Строгановского дома первой половины XIX века сада нет. В 1908 году он был заново распланирован для размещения скульптур и «гробницы Гомера», ранее находившихся на Строгановской даче. Был доступен для посещения и оставил в душе многих горожан ностальгический след о временах юности. Просуществовал до 2003 года, когда был вырублен, и на его месте открыт летний ресторан под навесами.

## Владельцы
- 1742—1756 — барон С. Г. Строганов

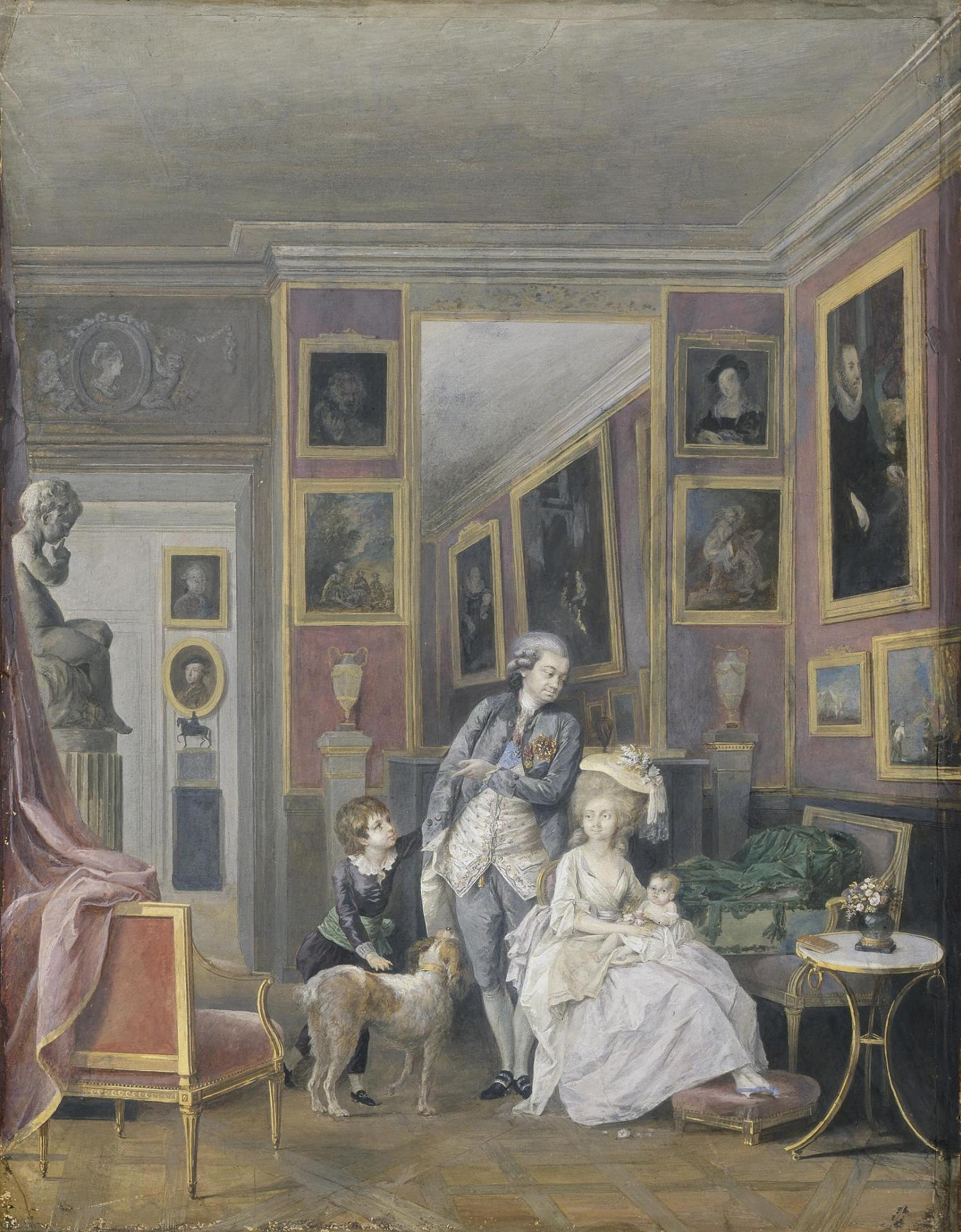
Лафренсен Н. Младший (?). Граф Александр Сергеевич Строганов с супругой Екатериной Петровной и детьми Павлом и Натальей. 1777. Гуашь. Государственный Эрмитаж

- 1756—1811 — барон, затем граф А. С. Строганов
- 1811—1817 — граф П. А. Строганов
- 1817—1845 — графиня С. В. Строганова
- 1845—1872 — графиня Н. П. Строганова
- 1872—1882 — граф С. Г. Строганов
- 1882—1918 — граф С. А. Строганов

## Коллекции семьи Строгановых и Картинная галерея Строгановского дворца
Основная часть коллекции живописи принадлежала графу А. С. Строганову. На втором этаже здания в анфиладе комнат вдоль фасада по набережной р. Мойки архитектор Демерцов устроил картинную галерею. Завершал постройку Воронихин. Галерея с кессонированными сводами и колоннами в начале и в конце изображена на акварели «Вид картинной галереи графа А. С. Строганова», написанной самим Воронихиным в 1793 году (Эрмитаж). В Картинной галерее проходили занятия воспитанников Академии художеств. Накануне кончины граф А. С. Строганов попросил перенести его в галерею, чтобы умереть среди собранных им произведений искусства.
В собрании Строганова имелись шедевры мирового искусства: «Портрет юноши в образе Св. Себастьяна» работы Дж. Больтраффио (в то время картину считали произведением Леонардо да Винчи; с 1922 года в собрании Эрмитажа, с 1930 года — в Музее изобразительных искусств им. А. С. Пушкина в Москве), «Святой Доминик» работы С. Боттичелли (ныне в Эрмитаже), произведения Рембрандта, П. П. Рубенса, А. Ватто, Ж.-О. Фрагонара, Ф. Буше, Ж.-Б. С. Шардена, Ю. Робера, А. Ван Дейка, Н. Пуссена. В Картинной галерее Строгановского дворца хранилась «Капризница» А. Ватто (приобретена П. С. Строгановым из собрания Хораса Уолпола, с 1923 года в собрании Эрмитажа).
Коллекция живописи была приумножена графом С. Г. Строгановым. Сергей Григорьевич был также обладателем нумизматической коллекции и приумножил уникальное строгановское собрание изделий сасанидского серебра. Правнук и тёзка самого знаменитого из графов — Александр Сергеевич Строганов (1818—1864) значительно увеличил коллекцию за счёт изделий из серебра, античных монет, гемм и этрусских бронз.
Собственный кабинет с коллекцией монет имел во дворце граф Сергей Григорьевич Строганов (1794—1882), археолог, меценат, коллекционер, учредитель в 1825 году первой в России «Школы рисования в отношении к искусствам и ремеслам» — будущего Строгановского училища технического рисования (ныне МГХПА им. С. Г. Строганова).
Сын Сергея Григорьевича, граф Павел Сергеевич Строганов (1823—1911) продолжал семейную традицию коллекционирования живописи. Пользовался консультациями К. Э. фон Липгарта. Получив в наследство от деда дом в Петербурге, недалеко от Летнего сада, на Сергиевской улице, 11 (ныне улица Чайковского), он превратил в музей. Основную часть собрания картин итальянских художников раннего Возрождения формировал в Италии. Некоторые картины в 1912 году поступили в Эрмитаж.
Младший брат Павла Сергеевича — Григорий Сергеевич Строганов (1829—1910), коллекционер и почетный член Академии художеств, вторую половину жизни провёл в Италии, в Риме, где составил выдающуюся коллекцию живописи. Часть унаследованных картин он вывез в Италию. В своём доме на виа Систина в Риме, он разместил своё богатейшее собрание произведений искусства и книг. Здание получило название «Palazzo Stroganoff». Среди произведений живописи этой уникальной коллекции были «Мадонна» Дуччо (ныне в музее Метрополитен, Нью-Йорк), реликварий фра Анжелико и «Мадонна из Благовещения» Симоне Мартини, Среди других работ картины Пинтуриккьо, Дадди, Маттео ди Пачино, два пейзажа Ж.-О. Фрагонара, портрет Эразма Роттердамского кисти Квентина Массейса и многое другое. Граф собирал также медали, египетские и античные древности. Библиотека насчитывала более 30 тысяч томов. После его смерти собрание было распродано с аукциона в Париже. Часть своего римского собрания Григорий Сергеевич завещал петербургскому Эрмитажу, что и было выполнено наследниками в 1911 году.
После революции в 1918 году Строгановский дворец национализировали. В 1919 году в его парадных залах открыли музей. План музеефикации и реставрации здания был составлен Н. К. Либиным, бывшим служащим графа С. А. Строганова. В 1925 году музей стал филиалом Государственного Эрмитажа, но в 1929 году был закрыт. Хранителем музея Строгановского дворца в 1919—1926 годах была К. В. Тревер, в 1926—1930 годах — Т. В. Сапожникова. Фамильное собрание рассредоточили по разным музеям. Многие бесценные вещи были распроданы или похищены.
В мае 1931 года на аукционе 1931 года в Берлине власти СССР распродавали вывезенные из дворца шедевры, среди которых было 108 картин. В 2000 году разрозненные экспонаты бывшей выдающейся художественной коллекции были собраны для показа на выставке в США, которая затем была повторена во Франции (2002), в Голландии и России (2003).

## Выставка 1897 года
В 1897 году в Строгановском дворце проходила выставка художественных предметов из частных собраний.

## Судьба здания в XX веке и его реставрация

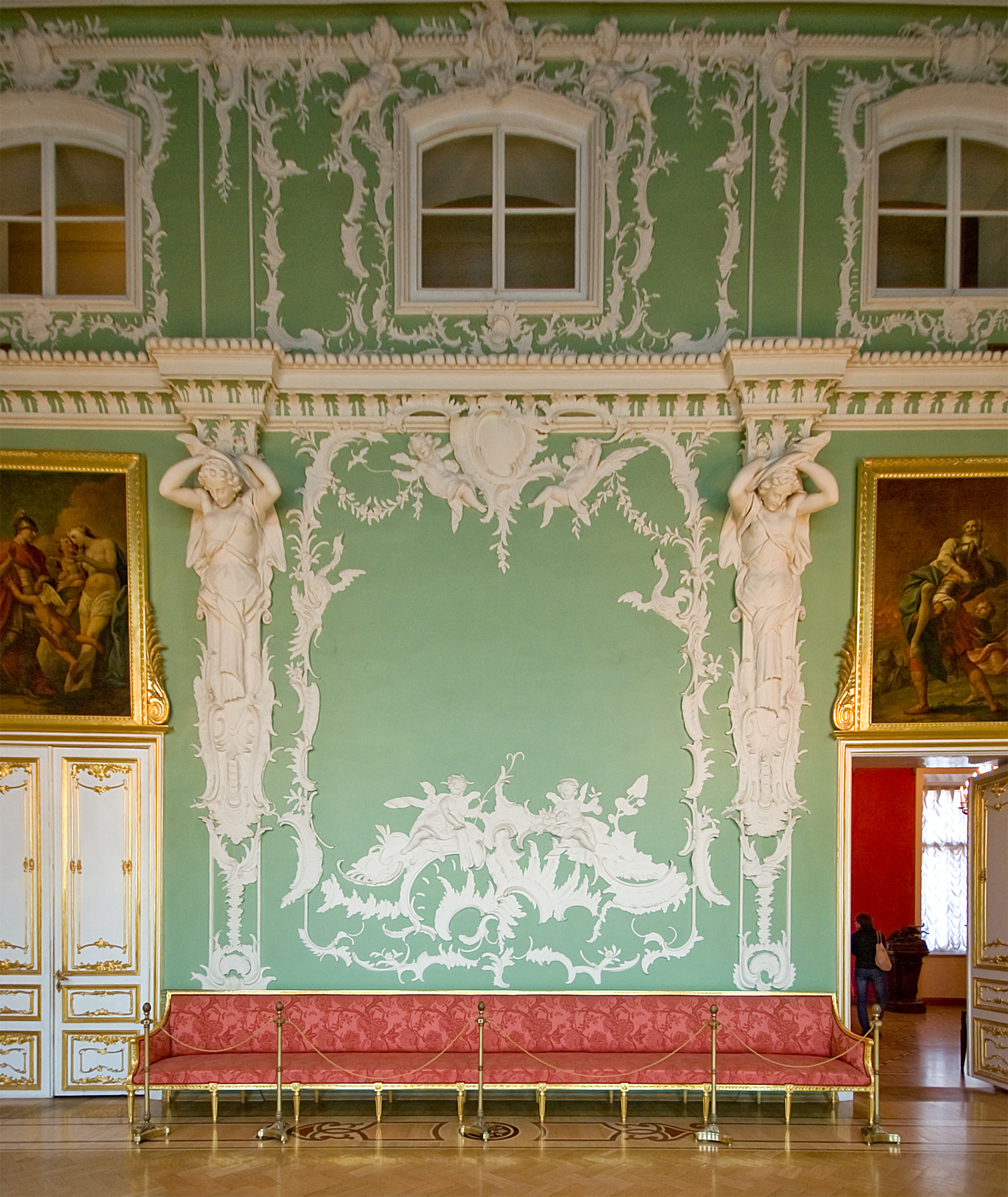
Большой зал. Восточная стена

4 октября 1912 года во дворце была совершена кража ценных бумаг и наличных денег, принадлежавших владельцу дворца. Шайка была арестована уже 15 октября. Наводчиком банды оказался бывший депутат Государственной думы Алексей Кузнецов, который раздобыл план прохода во дворец у дворцового паркетчика Чугунова — своего земляка.
В первой половине 1920-х годов проводилась реставрация некоторых интерьеров. В 1935 году был перекрашен фасад, который до 2003 года оставался зелёно-белым. Затем здесь размещался Институт растениеводства Академии наук. С 1937 года дом был передан военному ведомству. Интерьеры существенно пострадали.
4 апреля 1988 года Ленгорисполком принял решение № 248 «Об освобождении и передаче Русскому музею помещений бывшего Строгановского дворца». Научная комплексная реставрация ведется с 1991 года. Впервые для обозрения был открыт в 1995 году. Официальное открытие состоялось в 2003 году. С тех пор существует экспозиция, которая начинается в Новой передней и постоянно совершенствуется.
К 2012 году остался неотреставрированным лишь один интерьер на парадном этаже — Библиотека, соединённая с Физическим кабинетом. Ожидалось, что в скором времени его откроют, но из-за прекращения финансирования в 2014 году реставрационные работы были остановлены и по состоянию на февраль 2020 года не возобновлены.

## Сфинксы Строгановского дворца

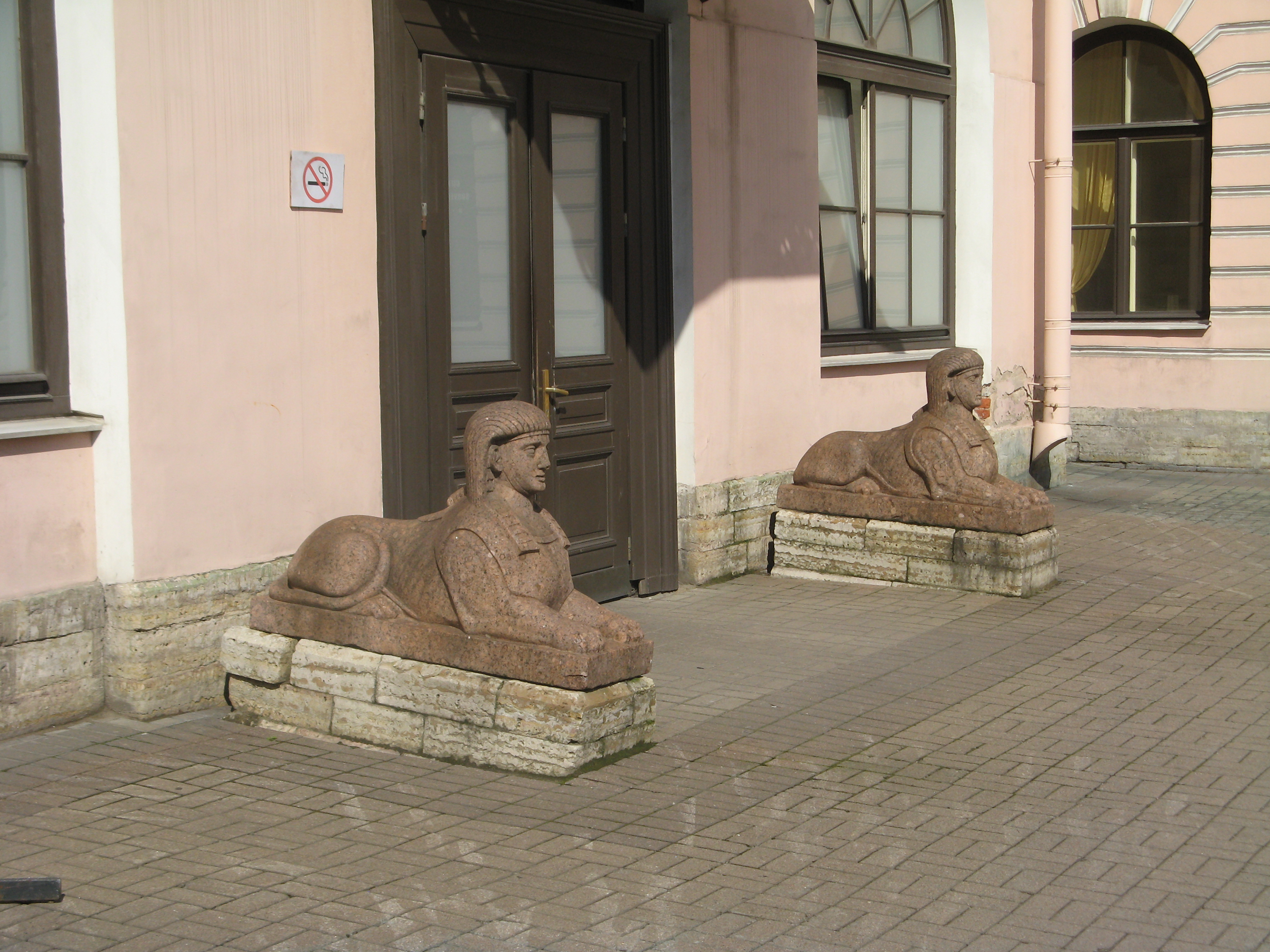
Сфинксы Строгановского дворца

У входа в здание во внутреннем дворе расположены два небольших сфинкса высеченные из розового гранита. Эти мифические фигуры впервые появились в Санкт-Петербурге в конце XVIII века на Строгановской даче и изображены на картине А. Н. Воронихина 1797 года. В начале XX века скульптуры поместили у Строгановского дворца. В 1959—1960 годах они послужили моделью для изготовления утраченных четырёх сфинксов на пристани у дачи Безбородко, которые были изготовлены из серого гранита.